# Mike Powell
Michael Anthony "Mike" Powell (Filadelfia, Estados Unidos, 10 de noviembre de 1963) es un atleta estadounidense especialista en salto de longitud.
En los Campeonatos del Mundo de Atletismo de 1991 celebrados en Tokio batió la plusmarca mundial del salto de longitud de Bob Beamon, que había durado 23 años, consiguiendo un registro de 8,95 metros.

## Biografía

### Antecedentes
Powell nació en Filadelfia, Pensilvania. Estudió en el Edgewood High School de West Covina (California), donde quedó segundo en salto de altura en el CIF California State Meet de 1981. Posteriormente asistió a la Universidad de California en Irvine y más tarde se trasladó a la Universidad de California en Los Ángeles. Es miembro de la fraternidad Alpha Phi Alpha.

### Carrera deportiva
Powell ganó la medalla de plata en salto de longitud en los Juegos Olímpicos de Verano de 1988 en Seúl.
En los Campeonatos Mundiales de Atletismo de 1991 (Tokio), el 30 de agosto de 1991, Powell batió el récord mundial de salto de longitud de Bob Beamon, que tenía casi 23 años, por 5 cm (2 pulgadas), saltando 8,95 m (29 pies 4+1⁄4 pulgadas). El récord mundial sigue en pie, lo que lo convierte en el récord mundial de salto de longitud más antiguo desde que se llevan registros. Su hazaña le valió el Premio James E. Sullivan y el Premio a la Personalidad Deportiva del Año de la BBC en 1991.
También posee el salto más largo no legal de 8,99 m (29 pies 5 1⁄4 pulg.) (con ayuda del viento +4,4) establecido en altura en Sestriere (Italia) en 1992.
Powell volvió a ganar la medalla de plata en salto de longitud en los Juegos Olímpicos de verano de 1992 en Barcelona. Además de su famosa victoria de 1991, volvió a ganar el salto de longitud en los Campeonatos del Mundo de Atletismo de 1993, y quedó tercero en los Campeonatos del Mundo de Atletismo de 1995.

### Tras su retirada
Powell se convirtió en analista de la cobertura olímpica de atletismo de Yahoo! Sports.
En julio de 2009 declaró que tenía la intención de volver a la competición con el objetivo de batir el récord mundial de Tapani Taavitsainen para mayores de 45 años en salto de longitud.
En los Juegos Simplot del 20 de febrero de 2015, en un anuncio oficial, Powell declaró que, a los 51 años, volvería a saltar en competición. El 7 de marzo de 2015, Powell se inscribió en los Campeonatos de Atletismo de Nueva Zelanda, en los que cada salto se consideraba un intento de batir el récord mundial de los masters. Sin embargo, Powell sufrió una lesión en el calentamiento y no llegó a competir. Más tarde declaró que volvería a saltar en el futuro y ahora se ha inscrito en los WMA de Tampere en julio de 2022.